# Agrilus bicoloropsis
Agrilus bicoloropsis es una especie de insecto del género Agrilus, familia Buprestidae, orden Coleoptera.
Fue descrita científicamente por Bellamy & Hespenheide, 2002.